# 4A Games
4A Games Limited è uno studio ucraino-maltese di sviluppo di videogiochi con sede a Sliema, Malta. La compagnia è stata fondata a Kiev nel 2005, per poi trasferire la sede a Malta nel 2014. 4A Games è meglio conosciuta per lo sviluppo della serie Metro.

## Giochi
| Anno | Titolo                  | Piattaforme | Piattaforme | Piattaforme | Piattaforme | Piattaforme | Piattaforme | Piattaforme | Piattaforme |
| Anno | Titolo                  | Win         | Mac         | Linux       | PS3         | PS4         | X360        | XOne        | Stadia      |
| ---- | ----------------------- | ----------- | ----------- | ----------- | ----------- | ----------- | ----------- | ----------- | ----------- |
| 2010 | Metro 2033              | Si          | No          | No          | No          | No          | Si          | No          | No          |
| 2013 | Metro: Last Light       | Si          | Si          | Si          | Si          | No          | Si          | No          | No          |
| 2014 | Metro 2033 Redux        | Si          | Si          | Si          | No          | Si          | No          | Si          | Si          |
| 2014 | Metro: Last Light Redux | Si          | Si          | Si          | No          | Si          | No          | Si          | Si          |
| 2017 | Arktika.1               | Si          | No          | No          | No          | No          | No          | No          | No          |
| 2019 | Metro Exodus            | Si          | No          | No          | No          | Si          | No          | Si          | Si          |